# رندی بون
رندی بون (انگلیسی: Randy Boone؛ زادهٔ ۱۷ ژانویهٔ ۱۹۴۲) بازیگر، خواننده و ترانه‌سرا اهل ایالات متحده آمریکا است.
او دانش‌آموختهٔ دانشگاه ایالتی کارولینای شمالی است.
از فیلم‌ها یا برنامه‌های تلویزیونی که وی در آن نقش داشته است، می‌توان به ویرجینیایی اشاره کرد.